# 지방도 제397호선
지방도 제397호선은 경기도 안양시 만안구 안양동과 광명시 철산동을 잇던 경기도의 지방도이다. 시흥시 금이동 금이사거리에서 논곡동까지 구간은 국도 제42호선 (수인산업도로)과 중복된다.
1996년에 일괄 폐지되었다. 기존 도로는 모두 일반 도로로 전환되었다.

## 연혁
- 1968년 1월 26일 : 노선 조정[1]
- 1996년 11월 18일 : 지방도 폐지[2]

## 경유지
천왕동 (국도 제46호선 경인로) - 천왕역 - 천왕차량사업소 - 두길리삼거리 - 부천길삼거리 - 한국조리과학고등학교 - 과림동 - 무지내동 - 한인고등학교 - 금이사거리 (국도 제42호선 수인산업도로) - 논곡동 - 논곡삼거리 (국도 제42호선 수인산업도로) - 박달동 - 박달교호현삼거리 - 박달삼거리 - 박달사거리 - 안양여자고등학교 - 중앙사거리 - 안양역 - 서안양우체국